# Август (князь Ангальт-Плёцкау)
Август Ангальт-Плёцкауский (нем. August von Anhalt-Plötzkau; 14 июля 1575, Дессау — 22 августа 1653, Плёцкау) — князь Ангальт-Плёцкау из династии Асканиев.

## Биография
Август — сын Иоахима Эрнста и его второй супруги Элеоноры Вюртембергской, дочери герцога Кристофа Вюртембергского. Август получил основательное образование и совершил обширную образовательную поездку.
Ещё в 1589 году Август и его братья договорились о разделе Ангальта, но в 1603 году Август отказался от своего наследства и удовлетворился финансовой компенсацией. В 1606 году братья Августа поделили Ангальт: Иоганн Георг I получил Ангальт-Дессау, Кристиан I — Ангальт-Бернбург, Рудольф — Ангальт-Цербста, Людвиг — Ангальт-Кётен. Из-за сложностей в виде и способе выплаты компенсации князь Кристиан уступил своему брату Августу амт Плёцкау в 1611 году, причём суверенная власть оставалась за Бернбургом.
Разразившаяся Тридцатилетняя война нанесла серьёзный удар по Ангальту. С 1621 года Август также являлся опекуном своего цербстского племянника Иоганна VI, а с 1650 года также кётенского племянника Вильгельма Людвига. С 1630 года Август стал главой Ангальтского дома. В 1621 году Август вступил в Плодоносное общество.

## Потомки
25 января 1618 года в Ансбахе Август женился на Сибилле Сольмс-Лаубахской (1590—1659), дочери графа Иоганна Георга Сольмс-Лаубахского, у них родились:
- Иоганна (1618—1676), декан Кведлинбургского аббатства
- Эрнст Готлиб (1620—1654), князь Ангальт-Плёцкау
- Лебрехт (1622—1669), князь Ангальт-Кётена, женат на графине Софии Элеоноре Штольберг-Вернигеродской (1628—1675)
- Доротея (1623−1637)
- Эренпрейс (1625—1626)
- София (1627—1679)
- Елизавета (1630—1692)
- Эмануэль (1631—1670), князь Ангальт-Кётена, женат на графине Анне Элеоноре Штольберг-Вернигеродской (1651—1690)